# Pedro Mexía
Pedro Mexía (Sevilha, 6 de setembro de 1497 — Sevilha, 17 de janeiro de 1552) foi poeta, cronista, humanista e historiador espanhol. Correspondeu-se com Erasmo de Rotterdam, Juan Luis Vives e também com o humanista, filósofo e teólogo espanhol Juan Ginés de Sepúlveda (1489-1573). Foi cronista imperial na corte de Carlos V desde 1548 até sua morte.

## Publicações
- Silva de varia lección (Sevilha, 1540/1543), foi impressa 17 vezes no mesmo ano e traduzida para o italiano (1542), francês (1552) e inglês (1571).  No total esta obra teve 31 edições em espanhol e 75 em línguas estrangeiras
- Historia Ymperial y Cesárea (Sevilla, 1545), obra que contava a história de vários imperadores desde Júlio César até Maximiliano I.
- Historia del Emperador Carlos V, incompleta e não publicada
- Coloquios y Diálogos (1547)